# Pewnego razu w Meksyku: Desperado 2
Pewnego razu w Meksyku: Desperado 2 (ang. Once Upon a Time in Mexico) – amerykańsko-meksykański film sensacyjny z 2003 roku w reżyserii Roberta Rodrigueza. Sequel filmu Desperado (1995), opowiadający o kolejnych przygodach siejącego postrach w Meksyku mściciela El Mariachiego. Zdjęcia kręcono w San Miguel de Allende (stan Guanajuato).
Światowa premiera filmu miała miejsce 27 sierpnia 2003 roku w ramach pokazów pozakonkursowych na 60. MFF w Wenecji. Na ekrany polskich kin film wszedł 3 października 2003 roku.
Serwis Rotten Tomatoes przyznał mu wynik 66%.

## Obsada
- Antonio Banderas jako El Mariachi
- Salma Hayek jako Carolina
- Johnny Depp jako agent CIA Sands
- Willem Dafoe jako Barillo
- Enrique Iglesias jako Lorenzo
- Marco Leonardi jako Fideo
- Pedro Armendáriz Jr. jako El Presidente
- Eva Mendes jako Agentka Ajedrez